# 宇宙犬作戦
『宇宙犬作戦』（）は2010年7月9日から同年12月24日まで毎週金曜日深夜にテレビ東京系列の「バラエティ7」枠内（24:53 - 25:23・JST）で放送された連続コメディSFテレビドラマ。全24回（20話）。主演は戸次重幸（初主演作品）。

## あらすじ
2512年、惑星プードルは未曾有の危機に瀕していた。この危機を脱するための解決法を知るため、美しすぎる大統領は地球人の末裔のマルコ・ハヤシを始めとする3人＋1匹に宇宙のどこかに存在する地球を目指す、名づけて『宇宙犬作戦』を決行するよう命じるのだった。

## 登場人物

### レギュラー
マルコ・ハヤシ - 戸次重幸
数百年前に惑星プードルに不時着した地球人船長夫人の末裔。数々の罪状を抱える元大海賊で、星団警察によって首から下を冷凍刑に処されていた。しかし、地球を目指す上で欠かせないオーブと共に凍らされていたため、特例で解凍される。のち、多額の賞金に目がくらみ、モジャットたちと共に宇宙船『デンエンチョウフ号』で地球を目指すこととなる。基本的に自分勝手で自らの欲望に忠実な性格で、女好き（卑猥願望が特に高いと分析される）で金儲けも大好きなので、その性格が災いして各惑星で騒動を起こす。一方で義狭心が強く、困っている人を見捨てられず事態収拾に回ることも多い。
モジャット・ユーグレノフィタ - 片桐仁
植物系人で政府に仕える公務員。地球に憧れ、真面目な性格だが、お調子者のマルコに振り回されることとなる。また、良くも悪くもドライな面があり、義理人情に厚いマルコとは衝突することもしばしば。念力で植物の種を発芽させる超能力を持っていて、また口から松ヤニ状の粘液を出すことができ、小松菜臭いらしい。新生デンエンチョウフ号の船長を命じられ、取引してマルコを解凍させる。
- 演じる片桐仁へのインタビューによれば「ガンダムで言うところのジョブ・ジョンに当たる」性格のキャラクターらしい。

オハナ（087型アンドロイド） - 高梨臨
日常の雑務および情報整理や戦闘を担当する地球人型アンドロイド（女性型のロボットなので正確には「ガイノイド」）。訪れた惑星の情報をダウンロードする機能を持つ（ダウンロードの合図はくしゃみ）。ロボットながら外見は人間の女性そのものなので、マルコのセクハラの対象にされることもしばしば。ただし、服に見える部分までが外装なので脱げないと本人談。元々は戦闘用であったため怪力で、気安く体を触ろうとすると腕を締め上げられる。霊とゴキブリが苦手。電動で、鼻の穴にコードを繋いで充電する。地球人の女の子に憧れ、人間になろうとしたこともある。
スプート29（にじゅうきゅう） - ディーノ
全宇宙語を話せる翻訳コンピュータ犬。傍にいるだけで自動的に会話を翻訳してくれる優れもの。ただし犬なので、うろついてどこかに行ってしまうことも。

### ゲスト
括弧内は登場話数
- 美しすぎる大統領 - 檀れい（00,01,10,19,友情出演）
- アキタ警部 - 森永健司（00,02,03,10,19）
- シバ巡査 - ジリ・ヴァンソン（00,02,03,10,19）
- 林夫人 - 宝積有香（00）
- ライカ - 大橋のぞみ（01,友情出演）
- 村長 - 堀田眞三（01）
- ドン・ベガス - 辰巳智秋（02）
- バクト - 荒木宏文（02）
- 惑星ソーリー総理大臣 - 剣持直明（03）
- 惑星ソーリー謝罪担当大臣 - 川島潤哉（03）
- ミッシェル - 小林高鹿（04）
- モンロー（星団警察）- 及川奈央（04）
- モンローの部下 - 河原実乃梨、夏川亜咲（04）
- オソレ - なすび（05）
- タマミ - 水沢奈子（05）
- タイラー - 永野宗典（06）
- コンボイ - 長江英和（06）
- ラプア共和国軍 - 和田正人（07）
- ミーズ連邦軍 - 本多力（07）
- ポッシュ - 堀部圭亮（08）
- AD - 兒玉宣勝、末広透、今西健太（08）
- レイチェル - 森カンナ（09）
- ジュブ - 須賀健太（10）
- コーム - 尾上寛之（11）
- ルソック - 田中聡元（11）
- 配達員 - 飯田隆裕（11）
- モー刑事 - 升毅（12）
- メンチ - 山下直志（12）
- キャバ嬢 - 水瀬綾（12）
- 医者 - 斎藤工（13）
- 防護服の男 - 松尾英太郎（13）
- コパン - 森脇英理子(14）
- モーガン - 徳井優（14）
- ミンミン - 高山侑子(15）
- スワン - 中村靖日(16）
- カレン - 田島ゆみか（16）
- 司会者 - 今立進（16）
- サイコル - 池田成志（17）
- ジャマール - 霧島れいか（18）
- サンチェ - 山中雄輔(18）
- 指揮官 - 栗原寛孝（18）
- ミューラー - 風間トオル（18）
- ドーベル提督 - 飯田基祐（19）
- タブセ - 大泉洋（19中・後編）

## 用語

### 惑星・天体など
惑星プードル
高度な文明を誇る惑星で、地球と非常によく似た大気成分で構成される。近年は戦争、環境破壊や就職難、お肌のカサツキなど未曾有の危機に瀕している。地球に行くことは条約で禁止されているため、違反しないように星団警察による厳しい取り締まりが行われている。なお、星の位置について、第1クールの主題歌「惑星プードル☆星歌」（フルヴァージョン）の歌詞に「あるのは銀河の端の方」と歌われている。
地球
宇宙のどこかに存在するという謎の惑星。惑星プードルではおとぎ話として伝承されているため、本当に存在するのか半信半疑の者も多い。かつて、現在のプードルと同じような様々な問題を抱えていたが、何らかの方法でその危機を乗り切ったと言われる。マルコたちはその解決法を知るため本当に存在するかわからない地球を目指すこととなる。

### 宇宙艦船など
デンエンチョウフ号
マルコの先祖の地球人・ハヤシ船長が地球から乗ってきた宇宙船の脱出ポッドだった一戸建ての家型のブリッジ周辺部分に船体を後付けしたもの。不時着後は航行不能となっていたが、美しすぎる大統領が1隻の宇宙調査船として秘密裏に改修していた。改修後、外壁に『大田区田園調布7丁目16』という看板が付いていたことから、『デンエンチョウフ号』と名付けられる（ただし不時着前のシーンでも、ブリッジ内壁に“DENNENCHOFU”と大書されており、本来の船名もデンエンチョウフ号らしい）。ハヤシ船長と同じ遺伝子を持つ者しか起動できないため、マルコ以外の者が操縦することは不可能である。なお、船体後部には漢字で「田園調布」と書かれている。
内部にはブリッジに隣接して和室や台所を備えている。
DC号
途中のエピソードから、何の前振りもなく使われているが、デンエンチョウフ号の略。却って判りにくそうな表現ではあるが、往年の日本のSFドラマ『マイティジャック』にて、主役艦「マイティ号」のことを劇中のセリフで「MJ号」と呼んでいたことのパロディーらしい。
ステルス戦艦
星団連合軍の宇宙戦艦で、姿が見えなくなる機能が付いている。また弾丸・ビーム砲などの、攻撃の痕跡が残るものは発射せずに、付近の隕石や小惑星を重力でコントロールして相手にぶつける戦法が可能。
パトカー船
アキタ警部とシバ巡査の乗る小型宇宙船。ナレーターは「パトロール船」と言っているが、なぜかアキタ警部たちのセリフでは「パトカー船」。
宇宙原付
原付スクーターのような格好のミニ宇宙船。美しすぎる大統領の甥・ジュブが乗ってきた。

### 航法・設備・エンジン・兵器など
すっ飛ばし航法
原理は説明されていないが、宇宙SF作品によく見られるワープ航法のような超高速航法。その加速力は、いつもスイッチを入れた後にマルコとモジャットが不自然な姿勢でのけぞるほどである。デンエンチョウフ号は、オーブのある惑星を発見すると、これを使って急行する。この航法のスイッチを入れる前には、機器類の確認のほか、船内の和室のふすまなどの戸締まり確認や、炊飯器の保温スイッチを切る作業なども行われる。スイッチを入れる際、マルコが「すっ飛ばしいいいい!!」と叫んでオープニングテーマ曲に入るのも、シリーズの通例となる。
超悶絶ビームキャノン
デンエンチョウフ号にただ一つ搭載されている兵器で、威力は絶大。使用にはオハナを接続する必要がある。発射シーケンスやトリガーが銃形コントローラーである、発射時にクルーがサングラス（悶絶ガード）をかけることなどは、往年の日本のSFアニメ『宇宙戦艦ヤマト』の波動砲のパロディーらしい。発射には、接続したオハナに大きな負担が掛かってしまうが、episode 19（中編）ではいつの間にか「バージョン2」にアップグレードされていて、それも改善された。
転送機
デンエンチョウフ号ブリッジ後部に隣接した和室には、『宇宙大作戦』（スター・トレック）シリーズに登場するような物質転送機が設けられており、船外から現地の異星人など、ゲスト登場人物たちを船内に瞬間移動させることができる。本作品独自の特徴としては、なぜか船内からの操作の有無にかかわらず、クルー・第三者を問わず船外の人物がしばしば好き勝手に転送されて来てしまうことが挙げられる。設置場所が『宇宙大作戦』と違ってブリッジ背後に隣接した座敷の上なので、不用心極まりなく、転送されてきた人物によっていきなり船が危機に陥ることもしばしば。逆にスプート29が事故で勝手にどこかへ飛ばされたこともある。また、この転送機の存在により、予算の都合上ロケに出られない撮影事情が救われているという。

### 衣服・小道具など
オーブ
球形の光り輝く物体。デンエンチョウフ号に遺された地球から惑星プードルまでの航海日誌のロックを解くキーで、一つはハヤシ家にて代々受け継がれてきた。一つのオーブで数ページしか解除できないため、宇宙に散らばっている複数のオーブを集めることも旅の目的となる。
ニキュパッド
肉球のある犬の足裏をあしらったデザインのPDAで、マルコとモジャットが携帯・使用している。episode 00で最新型のこれを見たマルコがはしゃいで以来、その後ほとんど劇中に登場しなかったが、episode 17で「いざという時のイザアプリ」を使ったり、episode 19前編ではさらに驚くべき機能が明かされる。ディスプレイ画面には、実際の小道具にもアイコンとアイコン名が縦4列×横3列で印刷されており、上から1段目が左から「連絡先」「暦」「写真」、2段目が左から「カメラ」「ウーチューブ」「地図検索」、3段目が左から「備忘録」「時計」「設定」、4段目が左から「ボイスメモ」「電話」「メール」のアイコンになっている。
銀河焼き
かつて地球でどら焼きと呼ばれていた菓子で、品薄のため高価。オハナによれば「ロボットも食べたという伝説のスイーツ」(ドラえもんのことを言っているらしい)。
ヒートセクシーテック
冬期はものすごく寒い惑星セクシーで開発された、ユニクロのヒートテックのような保温繊維。これで出来た服を着ていれば、露出の多いセクシーな格好で出歩いても寒くない。

### セリフによく出るフレーズやあだ名など
葉っぱ船長
モジャットのあだ名（マルコ専用）。植物系人であるモジャット船長の髪には葉っぱが顔を出しており、次第にマルコがモジャットのことをこう呼び始め、すっかりあだ名として定着する。オハナのセリフによれば、髪の葉っぱだけでなく、モジャットの歩いた後には時々葉っぱが落ちていたりするらしい。
「目覚めよ、一戸建て!」
デンエンチョウフ号は、不時着前も新生後も、なぜかブリッジ周りの外観は現代の日本の庭付き一戸建て住宅を模している。惑星プードル出発後は、これまたなぜか既に宇宙航行中に、マルコの「目覚めよ、一戸建て!」の掛け声と画面タッチによる認証でメインエンジンを起動させ、「すっ飛ばし航法」で立ち寄る惑星に急行するのが通例となる。
「『美しすぎる』は余計です。それは分かっているわ」
美しすぎる大統領がそう呼ばれた時に、彼女がお約束のように返す返事。

### その他、地上の様子や風習など
チャリン
通貨の単位。惑星プードルはじめ、宇宙の星々で広く使われている通貨らしい。マルコは美しすぎる大統領の提示した1億チャリンの報酬に目がくらんで、地球への冒険に参加した。
まさかの地上絵
ナスカの地上絵のように、惑星ルペーの地上に書かれた巨大文字で、ひらがなの「まさか」の形をしている。アイスの棒だけで描かれたという。宇宙遺産に登録されている。
『101回目のセクシーポーズ』
惑星セクシーの人々を涙させたという人気ドラマ。題名はもちろん『101回目のプロポーズ』のパロディー。
徒平等
全てが平等主義の惑星イーブンで、運動会の徒競走の代わりに行われる競技。ゴールの手前で一旦みんな立ち止まり、揃って仲良くゴールする（のでつまらない）。

## スタッフ
- 原案 - 須賀大観
- 脚本 - ますもとたくや、オークラ、静炉巌、加藤公平、及川拓郎、松居大悟、森ハヤシ
- 監督 - 三木康一郎、濱谷晃一、武居正能、及川拓郎
- 音楽・主題歌 - 藤岡藤巻
- ナレーション - 平田広明
- 題字 - 鈴木敏夫
- エグゼクティブプロデューサー - 藤巻直哉
- プロデューサー - 森谷雄（アットムービー）
- 製作委員会 - テレビ東京、博報堂DYメディアパートナーズ、アスミック・エース、ポニーキャニオン、アットムービー
- 制作 - アットムービー・クリエイティヴ

## サブタイトル
初回のエピソード00の前半約15分は、インタビューやメイキング映像などの番組紹介が放送された。
| #                                              | 放送日         | サブタイトル                           | 脚本           | 監督       |
| ---------------------------------------------- | -------------- | -------------------------------------- | -------------- | ---------- |
| 00                                             | 2010年07月09日 | 行くぜ! 宇宙『犬』作戦!                | ますもとたくや | 三木康一郎 |
| 01                                             | 7月16日        | 登録! 宇宙遺産!                        | ますもとたくや | 三木康一郎 |
| 02                                             | 7月23日        | 宇宙カジノで大勝負!?                   | ますもとたくや | 三木康一郎 |
| 03                                             | 8月06日        | 初めての謝罪会見                       | ますもとたくや | 三木康一郎 |
| 04                                             | 8月13日        | セクシーの先にあるもの                 | オークラ       | 濱谷晃一   |
| 05                                             | 8月20日        | 宇宙であった、こわーい話?!             | ますもとたくや | 三木康一郎 |
| 06                                             | 8月27日        | ALL IS イーブン                        | オークラ       | 濱谷晃一   |
| 07                                             | 9月03日        | 紛争地域で、迷い犬スプートを探せ!      | ますもとたくや | 三木康一郎 |
| 08                                             | 9月10日        | 惑星バラエティの宇宙放送へようこそ!    | 静炉巌         | 武居正能   |
| 09                                             | 2010年09月17日 | 惑星コモリノウタで夢をみたのだ!        | 静炉巌         | 武居正能   |
| 10（前編）                                     | 9月24日        | 大統領失脚!? 伝説の海賊、マルコ死す…!? | ますもとたくや | 三木康一郎 |
| 10（後編）                                     | 10月01日       | 宇宙艦隊vsオハナの悶絶!?               | ますもとたくや | 三木康一郎 |
| 11                                             | 10月08日       | 星に入れない者達                       | 森ハヤシ       | 濱谷晃一   |
| 12                                             | 10月15日       | 二人のマルコ                           | 加藤公平       | 濱谷晃一   |
| 13                                             | 10月22日       | 船内パンデミックで大パニック!!         | ますもとたくや | 三木康一郎 |
| 14                                             | 10月29日       | モジャット敗北!?                       | 松居大悟       | 武居正能   |
| 15                                             | 11月05日       | 余命一日の花嫁                         | 加藤公平       | 濱谷晃一   |
| 16                                             | 11月12日       | オハナ人間の体を手に入れる!?           | 加藤公平       | 武居正能   |
| 17                                             | 11月19日       | 謎の立方体サイコルの挑戦               | ますもとたくや | 三木康一郎 |
| 18（前編）                                     | 11月26日       | The World is Mine                      | 及川拓郎       | 及川拓郎   |
| 18（後編）                                     | 12月03日       | Beautiful Dreamer                      | 及川拓郎       | 及川拓郎   |
| 19                                             | 12月10日       | 最後の惑星（前編）                     | ますもとたくや | 三木康一郎 |
| 19                                             | 12月17日       | 最後の惑星（中編）                     | ますもとたくや | 三木康一郎 |
| 19                                             | 12月24日       | 最後の惑星（後編）                     | ますもとたくや | 三木康一郎 |
| 平均視聴率1.5%（ビデオリサーチ調べ・関東地区） |                |                                        |                |            |

## ネット局
| 放送地域       | 放送局                | 系列           | 放送期間                      | 放送日時                 | 備考   |
| -------------- | --------------------- | -------------- | ----------------------------- | ------------------------ | ------ |
| 関東広域圏     | テレビ東京（TX）      | テレビ東京系列 | 2010年7月9日 - 2010年12月24日 | 金曜 24時53分 - 25時23分 | 制作局 |
| 岡山県・香川県 | テレビせとうち（TSC） | テレビ東京系列 | 2010年7月19日 - 2011年1月10日 | 月曜 24時58分 - 25時28分 |        |
| 福岡県         | TVQ九州放送           | テレビ東京系列 | 2010年7月19日 - 2011年1月10日 | 月曜 25時23分 - 25時53分 |        |
| 愛知県         | テレビ愛知（TVA）     | テレビ東京系列 | 2010年7月21日 - 2011年1月15日 | 土曜 24時50分 - 25時20分 | [ 3 ]  |
| 北海道         | テレビ北海道（TVh）   | テレビ東京系列 | 2010年7月22日 - 2011年2月3日  | 木曜 25時00分 - 25時30分 | [ 4 ]  |
| 大阪府         | テレビ大阪（TVO）     | テレビ東京系列 | 2010年7月23日 - 2011年1月21日 | 金曜 25時53分 - 26時23分 | [ 5 ]  |
| 熊本県         | 熊本放送（RKK）       | TBS系列        | 2010年10月11日 - 2011年4月4日 | 月曜 25時55分 - 26時25分 |        |

## 備考・トリヴィア
- テレビ東京では前番組にあたる『遠藤淳』の時と同じく、ステーションブレイクレス編成のため、本番組のエンディング終了からコマーシャル無しで続く放映時間の『大魔神カノン』ならびにその後番組『FORTUNE ARTERIAL 赤い約束』のオープニング開始という構成になっている。
- 本作品は、エグゼクティブプロデューサーが映画『崖の上のポニョ』の同名主題歌を歌った藤岡藤巻の藤巻直哉であり、主題歌も藤岡藤巻が歌っているが、その縁か、番宣CMは宮崎駿っぽい白髪の男性が藤岡藤巻の2人を問い詰めるパロディーのシリーズが放映されている（他に宇宙の特撮映像にギャグの字幕を入れたCMがある）。このシリーズCMも、テレビ東京によりYouTubeに動画が公開されている。また藤岡藤巻と共に『崖の上のポニョ』主題歌のメインヴォーカルを務めた大橋のぞみがepisode 01にゲスト出演している。
- 片桐、戸次ともに、『機動戦士ガンダム』ファンであるため、舞台裏はガンダムの話題ばかりで高梨は取り残されているとのこと（下記のイベントでも本人たちの口からそう語られた）。
- episode 02より、藤岡藤巻の歌うエンディング主題歌に、歌詞の字幕が追加されている。
- 時々、エンディング主題歌直後に「題字の鈴木敏夫さんが映画の宣伝に来ました」という短いPR映像が挿入されるが、何の映画だか題名が書かれていないので不明である。が、鈴木の関連する映画であり、ヒットしている様子が題字の内容からうかがえる。
- テレビ東京による番宣CMなどでは「深夜スペースオペラ」と謳っているが、実際には予算の都合からか、スペースオペラ（宇宙活劇）と呼べる場面は、episode 17以前は特にない。
- アメコミ映画のコメンテーターである杉山すぴ豊が博報堂DYメディアパートナーズ側から参加している（エンドクレジットに名前あり）。
- コメディー作品ではあるが、ほとんどの回で、クライマックスではシリアスにしんみりと盛り上がり、各惑星での話の本筋が終わった後にまた船内で短くギャグドラマが展開されて終了する構成になっている。英米のSFコメディーに比べると、爆笑ギャグ・視覚的なナンセンスギャグは控え目であるが、セリフの掛け合いやジェスチャーによる笑いが多く、また毎回、現代の日本や世界の風習・情勢・流行などを風刺しているのも特徴となっている。
- 2010年11月21日、タワーレコード渋谷店B1ホールにて、本作品のトークショーイベントが開催された。招待客は同店店頭でDVD-BOX 01を予約購入した人（予約時に入場整理券を1枚ずつ配布）および、追加募集20名（番組ホームページでの応募者より抽選）、総合司会はプロの女性司会者と共に森谷雄プロデューサーが務めたが、森谷プロデューサーは、登場しただけで会場に笑いが起こっていた。

マルコ・モジャット・オハナ役の3名は劇中の衣装でトーク、続いて三木監督ら監督2名、メイン脚本家のますもとたくや、森谷プロデューサーの裏話トーク、藤岡藤巻と高梨臨による主題歌2曲の歌唱、episode 19「最後の惑星」（最終話3部作）の前編が特別に上映されたが、中編の次回予告に大泉洋が映り、会場は騒然となっていた。その後、入場時に配布された番号札で抽選があり、サイン入りのマスコミ用パンフ、episode 01の「オテモトくん」Tシャツとポスター、episode 11の惑星セキュリティの認証カード計22枚（1人2枚ずつ）がプレゼントされた。最後に下記のGREEのゲームアプリ『スターフロンティア』が女性司会者から口頭で紹介されたが、プレイしてる人は？と訊かれて手を挙げた来客はほとんどいなかった。
- 上記イベント前週にテレビ東京で放映された深夜の宣伝番組『A×A ダブルエー』では本作品DVD-BOX 02が紹介されたが、その際、モジャットの衣装の肩から胸に掛かっているチェーンが、缶飲料のプルタブで出来ていることが明かされた。さらにイベント時、モジャット役の片桐仁本人より「金色の部分は『麦搾り』です」と追加情報が明かされた。
- 上記イベントで、戸次重幸・片桐仁コンビは三木監督のドラマ『ザ・クイズショウ』が縁でキャスティングされ、また高梨臨についても森谷プロデューサーのドラマ『プロゴルファー花』が縁で起用されたことが語られている。
- 上記イベントでは、森谷プロデューサーよりオハナのヘルメットのベース材料も明かされたが、同時に「ブログとかネットには書いちゃダメ」との口止めがなされた。ほか、番組内でのCGはたった1名のスタッフで製作しているなど、様々なコストダウンの苦労が明かされた。なお、イベントの様子はDVD-BOX 04に収録される。
- 上記イベントに合わせてか、その少し前からタワーレコード渋谷店4Fエスカレーター側にて、本作品の撮影に使われた小道具がクリアケースに入れられて展示されていた（episode 00でマルコを解凍しに来たモジャットが開いていた「星団刑務所 受刑者記録」、モジャットが吸っていた「爽快 極上 二酸化炭素缶」のスプレー缶、アキタ警部とシバ巡査の警察手帳、ニキュパッド2台、ジュエリーケースに入れられたオーブと「オーブ ￥210」の手書き値札）（現在は終了している）。
- 一部のDVD-BOX宣伝映像と本編episode 18では、オハナの普段のヘルメットがヘアバンド状のものに変更されている。

## 映像ソフト

### 販売用
下記の各日程で、4分割のDVD-BOXがアスミック・エース エンタテインメントより発売（販売はポニーキャニオン）。初回特典はニキュパッド形ストラップで、また4巻全ての購入者には20ページのカラー写真入りブックレットがプレゼントされた。
- DVD-BOX 01 - 2010年10月20日発売。マルコ・モジャット・オハナの写真をあしらったハガキ各1枚（計3枚）を同梱。
- DVD-BOX 02 - 2010年11月17日発売。パロディーやオマージュの元ネタを記載したブックレットを同梱。
- DVD-BOX 03 - 2010年12月15日発売。
- DVD-BOX 04 - 2011年1月19日発売。

### レンタル用
販売用DVDとは別に、DVD1枚ずつをトールサイズのパッケージに入れたレンタル用DVDが生産され、販売用DVD-BOX 01の収録内容に当たる第1～3巻が2010年10月20日より、同じくDVD-BOX 02の収録内容に当たる第4～6巻が2010年11月17日より大手レンタル店の店頭に並んだ。レンタル用製品の特典としては、携帯電話用の特製待受画面にアクセスできるQRコードがメニュー画面に表示されている（2010年11月30日まで利用可）。

## 音楽ソフト
主題歌・サントラ盤とも発売未定であるが、第1クールのエンディングに流れる主題歌「惑星プードル☆星歌」および第2クールのエンディング主題歌「宇宙犬作戦」が番組公式モバイルサイトにて配信されている。ただし歌詞が1番のみのテレビサイズであり、タワーレコードのイベントで歌われたフルサイズの歌ではないので注意が必要。

## 関連ゲーム
- 2010年10月5日登場の、GREEの携帯電話用ゲームアプリ『スターフロンティア』とのコラボレーションが開始された。ゲーム内容自体は本作品とは無関係だが、ゲーム内で「美しすぎる大統領」に似た出で立ちの女性「レイナ地球連邦大統領」や「オーブ」と呼ばれる球体集めのミッションが登場し、同年11月26日晩～27日未明辺りより期間限定でデンエンチョウフ号・ブラックデンエンチョウフ号・スプート29型の3種の宇宙船（使用は最初の1パーツ以外有料）が登場、また番組公式ケータイサイトに「宇宙犬作戦の世界をゲームでも」と書かれたリンクが掲載され、番組直後にゲームのPR映像が流れたりしている。しかし、同年12月18日ごろ、突然このゲームが2011年1月20日15:00をもって終了し、以後利用できなくなるとの告知がなされた。理由は明らかにされていない。